# Bograč Miška

### Splošne informacije
Bograč miška (oziroma uradno "Bograč podgana") je bila mini skulptura, katero je ustvaril ukrajinski umetnik Mykhailo Kolodko, znan po ustvarjanju mini kipov v različnih evropskih državah. Skulptura prikazuje, kako glavni kuhar Remy iz filma Ratatouille gleda v grafiti napis "Bograč".
Mini skulptura je stala na Župančičevi ulici pri kulturnem domu Lendava, v slovenskem mestu Lendava.

### Zgodovina
Mini skulpturo je Mykhailo Kolodko ustvaril avgusta 2022 na 50. mednarodni likovni koloniji.
Na začetku leta 2024, je bila ustvarjena Google Maps stran za mini skulpturo. Stran je bila poimenovana "Bograč Miška", čeprav je mini skulptura tehnično gledano podgana. V samo nekaj mesecih je že dosegla več kot 10 pozitivnih mnenj, ljudi, ki se niso zavedali obstoju Bograč Miške.
Maja 2024, so skulpturo ukradli (uradno objavljeno 27. maja)
V lendavski reviji Népújság, so objavili, da naj bi Lendavska občina imela načrte o ponovni izdelavi Bograč Miške.